# Burgwall Schossow
Der Burgwall von Schossow, einem Ortsteil der Gemeinde Tützpatz im Landkreis Mecklenburgische Seenplatte, ist ein slawischer Burgwall. Er befindet sich im Wald westlich des Ortes.
Die Überreste der einstigen Niederungsburg sind in den Sommermonaten als solche kaum erkennbar, da das Burggelände vollständig bewachsen ist. In der kälteren Jahreszeit ist die auffällig kleine Wallburg besser zu erkennen. Auf den ersten Blick wirkt sie wie eine natürliche Grube. Die typische Burgwallform ist aber vorhanden. Die Burgfläche ist oval und erreicht eine Ausdehnung von 40 bis 50 Meter. Damit gehört sie zu den kleinsten Slawenburgen in Mecklenburg-Vorpommern. Sie lag im Gebiet der Tollenser und dürfte einem lokalen Adligen gehört haben. Ausgrabungen fanden hier bisher noch nicht statt. Der Burgentyp ist aber dem 10. bis 12. Jahrhundert zuzuordnen. Wie wehrhaft solch eine kleine Wallburg bei einem Angriff war, ist schwierig zu sagen. Als zusätzliches Annäherungshindernis legten die Slawen ihre Anlage an einem heute fast verlandeten See an.
Zusätzlich schützten umliegende Moore die Wehranlage.